# Fuente la Higuera
Fuente la Higuera (en valenciano y oficialmente, La Font de la Figuera) es un municipio de la Comunidad Valenciana, España. Se sitúa al sudoeste de la provincia de Valencia, en la comarca de La Costera. Cuenta con una población de 2043 habitantes (INE 2024).

## Toponimia
El topónimo es claramente posterior a la conquista cristiana y aparece escrito por primera vez en el siglo XIV. La fuente a la que hace referencia sigue siendo un bebedero para ganado situado en la parta baja de la población, junto al polideportivo.

## Geografía

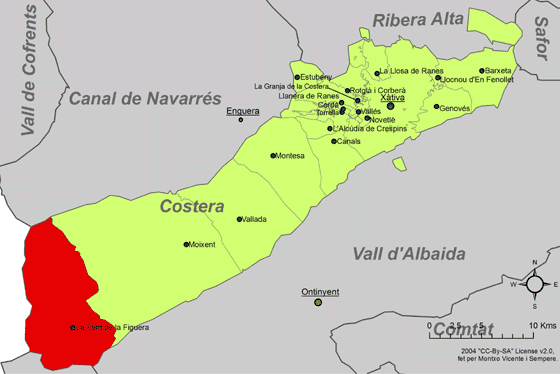
Localización en la comarca de La Costera

Integrado en la comarca de La Costera, se sitúa a 97 kilómetros de Valencia. El término municipal está atravesado por las autovías A-33 (antigua carretera nacional N-344), que se dirige hacia Caudete, y A-35 (antigua carretera nacional N-430), que permite la comunicación con Albacete y Valencia, además de por una carretera local que conecta con Fontanares.
El municipio de Fuente la Higuera se sitúa en la cabecera del valle de Montesa, en el sector oeste de la sierra Grossa y al extremo suroeste de la provincia de Valencia. Su término es relativamente extenso (84,7 km²).
El relieve es montañoso en el norte y oeste y relativamente llano en el resto. La parte septentrional corresponde al dominio de la sierra de Enguera, en donde destacan el Alto de la Muela (865 m), El Balcó (851 m), Alto de la Simeta (841 m) y Castellón (824 m), que dibujan la periferia de una especie de depresión interna conocida como la Hoya de la Torre Tallada. Aquí nacen algunos pequeños cursos de agua como el barranco del Regajo y la rambla de la Teja, que se juntan poco antes de bajar al llano para dar origen al río Cáñoles. Por el lado de poniente se alzan el Capurucho (Capurutxo) (968 m) y la Silla (1005 m), dos elevaciones montañosas de forma cónica que marcan la transición hacia la llanura de Almansa. Por su umbría se abre el corredor y puerto de Almansa (692 m).
La parte central del término coincide con un gran llano de sedimentación cuaternaria que contiene las tierras más fértiles para la agricultura. Hacia el sur se alza un pequeño escalón (la Loma Alta) perforado por los túneles del ferrocarril de Madrid a Valencia y el trasvase Júcar-Vinalopó, que conecta con la provincia de Alicante.
La altitud oscila entre los 1005 m (sierra de la Silla), en el límite con la provincia de Albacete, y los 430 m a orillas del río Cáñoles. El pueblo se alza a 536 m sobre el nivel del mar.
| Noroeste: Almansa (Albacete) | Norte: Enguera          | Nordeste: Mogente   |
| Oeste: Almansa (Albacete)    |                         | Este: Mogente       |
| Suroeste: Almansa (Albacete) | Sur: Villena (Alicante) | Sureste: Fontanares |

## Historia

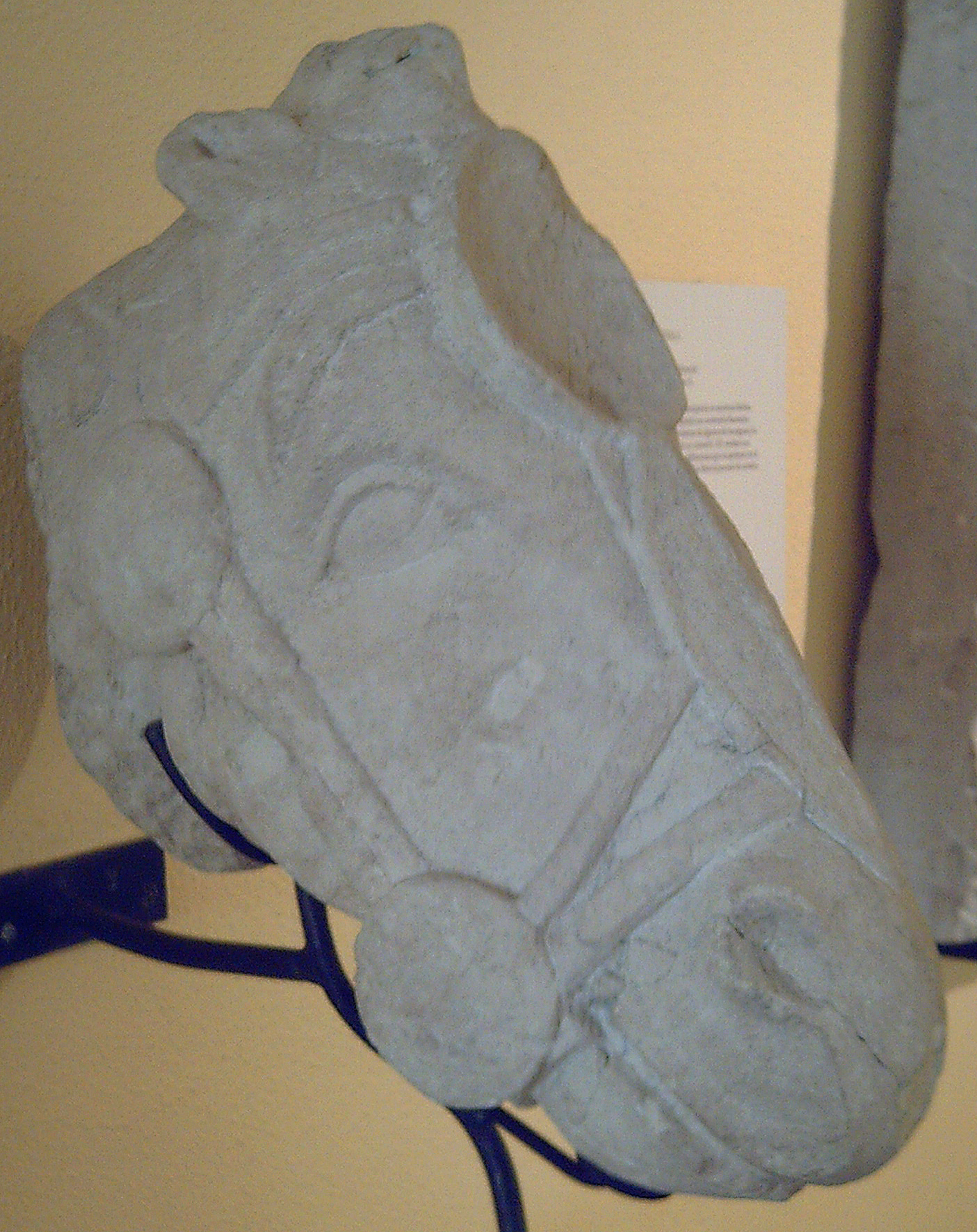
Cabeza de caballo íbera hallada en Fuente la Higuera (M.A.N.).

Los restos más antiguos de la ocupación por el hombre en este término pertenecen al Paleolítico Superior, unos instrumentos líticos localizados en la Carrasca. Más avanzados, del Eneolítico, son los materiales de la Calera y las cuevas Santa y del Triangle, aunque en estas dos también hay del Bronce e incluso ibéricos en el segundo caso. La ocupación humana durante el Bronce fue mayor, hallándose vestigios en Casa Revert, la cueva del Regaixo, el Collado, el Madroñal, la Muela y Cabezuelas, aunque en este último yacimiento son más abundantes los ibéricos. De esta cultura son ya los de El Alto del Rugló, la Vegueta, Cañares, Casa Ferrero y los poblados de El Alto del Fraile, Valle de Cañoles y, especialmente, la Muela de Torró, donde se han hallado cerámicas áticas de barniz negro e ibéricas con decoración geométrica pintada, semejantes a las de la Bastida de les Alcuses.[cita requerida] Hay abundantes restos de la romanización, muchos mezclados con otros ibéricos, como los ya mencionados de Cañares y Casa Ferrero, destacando las villas de Cascallars y el Camino Hondo, donde también se ha localizado una necrópolis. Se cree que en el emplazamiento de Fuente la Higuera se hallaba la mansio romana de Ad Turres, que se unía a la Vía Augusta.
La población actual surgió a raíz de la Carta Puebla emitida por Gonzalo García en 1301 para poblar una partida de Mogente, en la que brotaba un manantial al pie de una higuera. Pocos años después, en 1312, este mismo señor otorgó la Carta Puebla de Fuente la Higuera a favor de cuarenta familias de origen catalán y aragonés. Dos años más tarde, en 1314, obtuvo la independencia con respecto a Mogente, aunque ambos pueblos siguieron unidos bajo el mismo señor territorial, primero la familia García, luego los Maza de Lizana y más tarde el marqués de Dos Aguas.
En 1348, se constituyó la baronía de su nombre de la fueron titulares los señores de Mogente. En 1548 pasó, por donación, a los Lladró de Vilanova, y más tarde a los Mendoza, duques del Infantado, a los Zúñiga, duques de Béjar, y a los condes de Albatera. Finalmente, en el 1737, por una concordia, pasó a manos de los marqueses de Dos Aguas.[cita requerida]
En la nueva división de 1833 liderada por Javier de Burgos, por cercanía, Fuente la Higuera fue adscrita a la provincia de Alicante. Posteriormente por una Real Orden, pasó definitivamente a la provincia de Valencia en 1836.

## Demografía
Fuente la Higuera cuenta con una población de 2043 habitantes (INE 2024).
| Gráfica de evolución demográfica de Fuente la Higuera entre 1842 y 2021                                             |
| |
| Población de derecho según los censos de población del INE Población de hecho según los censos de población del INE |

A finales del siglo XVI había 150 familias, casi las mismas que un siglo después, aunque crecieron hasta 364 durante el siglo XVIII gracias a la expansión de la agricultura, principal responsable también del crecimiento en el siglo XIX, en que pasó de 1814 a 4046 habitantes. La crisis vitícola de la filoxera a comienzos del siglo XX puso freno al crecimiento y provocó una fuerte emigración que, aunque de forma cada vez más tenue marcaría toda la centuria: 3428 habitantes en 1930, 2974 en 1960, 2208 en 1981 y 2110 en 2003. En 2011 contaba con 2234 habitantes (INE).

### Urbanismo
Las primeras casas del siglo XIV debieron apiñarse en torno al montículo donde estaba la Torre del Bosque –cuyas ruinas según el historiador local Ros Biosca todavía eran visibles a mediados del siglo XIX– y cuyo espacio ocupa hoy la plaza de Vicente Rojo, siguiendo en su crecimiento una disposición concéntrica adaptada a las laderas del cerro, lo que dio lugar a un callejero circular que todavía caracteriza al núcleo antiguo, con centro en la citada plaza y la iglesia parroquial, y en su entorno las calles de San Cristóbal, Abadía, Santísimo y los Dolores.
En la salida del camino viejo de Mogente, por el portal de Valencia, se desarrollaría el Ravalet, constreñido entre el cerro y el barranco. La salida hacia Castilla, por la bajada de l'Empedrat (hoy Joan de Joanes) marcaría el inicio del crecimiento urbano que luego ha proseguido durante varios siglos. La prolongación de l'Empedrat daría origen al carrer Nou, dejando a la izquierda una amplia barrancada sobre las que se trazaría la actual plaza Major, donde estaba la Posada, ampliada en el siglo XVIII y derribada a comienzos de la década de 1990. Entre los siglos XVII y XVIII se configuró una ronda exterior semicircular que acabaría uniendo los portales de Valencia y de Villena por medio de la actual calle de Don Gonzalo García. La construcción del Nuevo Camino Real de Madrid a Valencia a finales del XVIII dejó marginada a la capital municipal, cuya función caminera quedó relegada al tráfico con Murcia y Andalucía, mientras que el de Castilla y la Corte pasó a ser atendido por varias ventas como las de Carrascal y del Serrano, cuyos edificios todavía siguen en pie y en activo.
Durante el siglo XIX la construcción de las carreteras a Onteniente y a Yecla entre 1880 y 1890 daría lugar a una nueva ronda –casi la misma que aún existe– y sacó el tráfico fuera del casco urbano. Este desvío atrajo el posterior crecimiento urbano prolongándose calles como la de Onteniente y la de Arcediano Ros. Al otro extremo del pueblo, coincidiendo con el camino de la Estación –el ferrocarril llegó en 1859– y la calle del Barranc, se establecieron a finales del siglo XIX varios molinos y fábricas de aguardientes y alcoholes. Del siglo XX son ya la calle del Historiador Ros y, sobre todo, la avenida de Blasco Ibáñez, en torno a la cual se ha ordenado la expansión urbana más reciente.

### Comunicaciones
Se accede a esta localidad, desde Valencia, a través de la A-7 (hasta Játiva) y se continúa por la A-35 para enlazar con la A-33 y la N-344. Desde la Meseta se accede a través del puerto de Almansa por la A-35 para enlazar también con la N-344. Desde Murcia, se puede acceder por la A-33.
Muchos camiones y otros vehículos que hacen la ruta Alicante-Valencia por el interior aprovechan la autovía Alicante-Madrid (A-31) hasta la altura de Caudete; aquí cogen la A-33, y finalmente toman la Autovía Almansa-Játiva (A-35) y continúan luego por la A-7 hasta Valencia.
Hasta el año 1997 contaba con estación de ferrocarril de la línea de Valencia-Albacete-Madrid. (RENFE), pero tras la adaptación de la línea a doble vía y 200 km/h, ya no cuenta con ninguna instalación. El nuevo trazado pasa bajo la N-344 y discurre por dos túneles.

## Economía

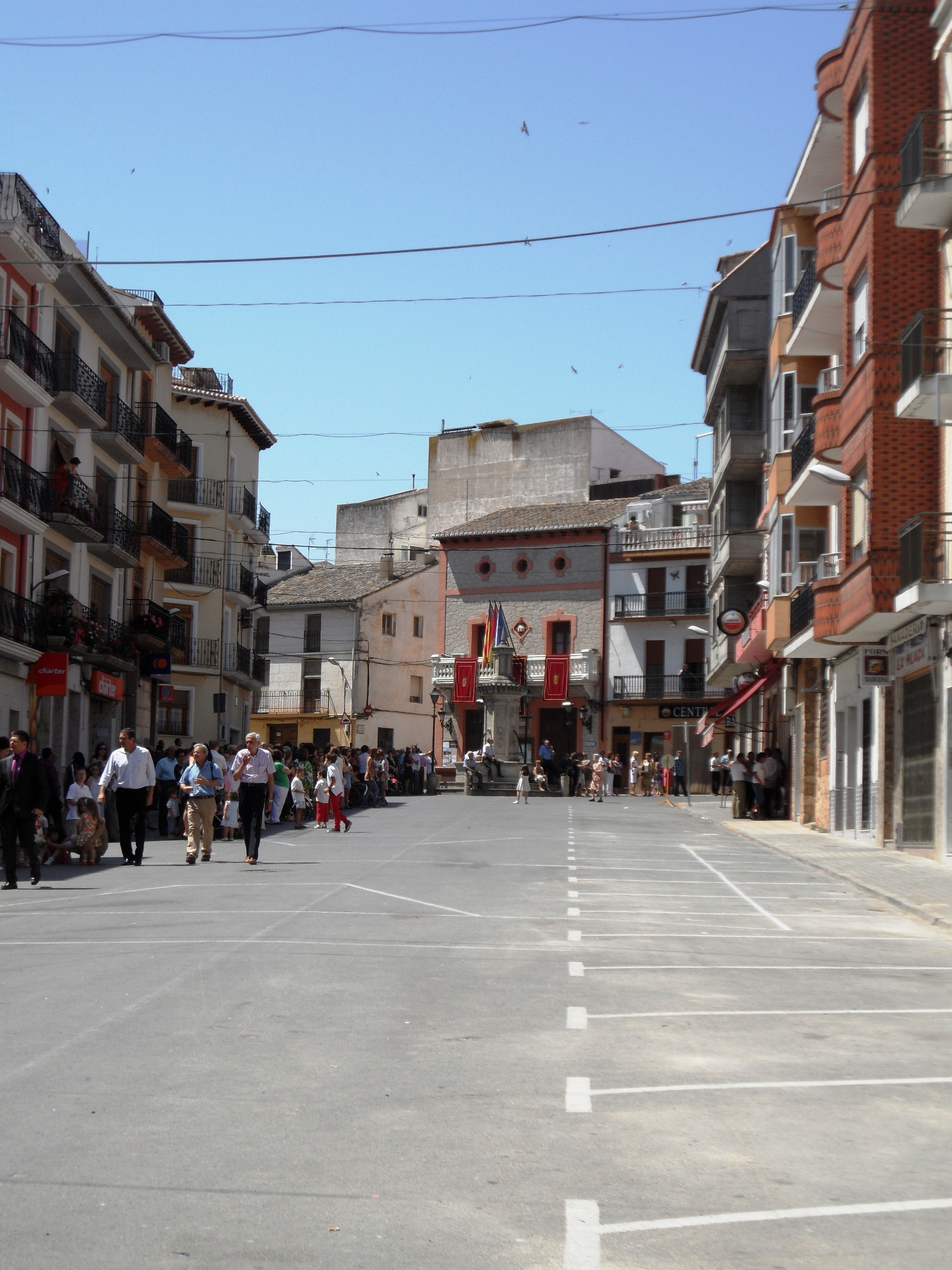
Plaza Mayor, centro neurálgico de la villa.

La agricultura ha estado orientada tradicionalmente al cultivo de la vid (700 ha) y de los cereales (500 ha), aunque en la década de 2000 han cobrado fuerza los frutales de hueso (260 ha), el almendro (351 ha) y el olivo (428 ha). Los viticultores están en su mayoría asociados a la Bodega Cooperativa «La Viña» y desde 1980 cuentan con una planta embotelladora y marcas propias que se expiden a varios puntos de España y del extranjero. El regadío cuenta con una pequeña huerta tradicional cercana a las casas del pueblo que empezó a organizarse en 1776 aprovechando el corto caudal de la fuente del lugar. A comienzos del siglo XX se perforó la Mina y se incrementó el caudal y la superficie regada. Ya en las décadas de 1950 y 1960 tuvo lugar otra ampliación de la zona regada con agua de pozos en el llano que se extiende hacia el este, mientras que hacia 1980 se puso en marcha el plan de riego de la Foia de Manuel-Bovalar, con tecnología moderna (riego por aspersión), aunque no dio los resultados buscados. La ganadería cuenta con varios rebaños de ovino y caprino, así como numerosas granjas de porcino, ovino y aves.
La industria no ha logrado arraigar en gran medida en la población. A comienzos del siglo XX funcionaban varias fábricas de aguardiente, alguna de las cuales llegó a tener notables dimensiones, así como media docena de carpinterías, dos yesares y una alfarería. En la actualidad quedan algunas serrerías y han surgido unas pocas empresas de tipo familiar dedicadas a la fabricación de muebles de madera y de caña y mimbre, por influencia de Mogente. A ellas se pueden añadir otras de índole diverso como bolsos de plástico, alimentación y cerámica.

## Administración y política
| Periodo   | Nombre                   | Partido   |
| --------- | ------------------------ | --------- |
| 1979-1983 | Manuel Palau Soriano     | PSPV-PSOE |
| 1983-1987 | Manuel Palau Soriano     | PSPV-PSOE |
| 1987-1991 | Manuel Palau Soriano     | PSPV-PSOE |
| 1991-1995 | Manuel Palau Soriano     | PSPV-PSOE |
| 1995-1999 | María José Penadés       | PP        |
| 1999-2003 | Santiago Micó Rivera     | PP        |
| 2003-2007 | Santiago Micó Rivera     | PP        |
| 2007-2011 | Santiago Micó Rivera     | PP        |

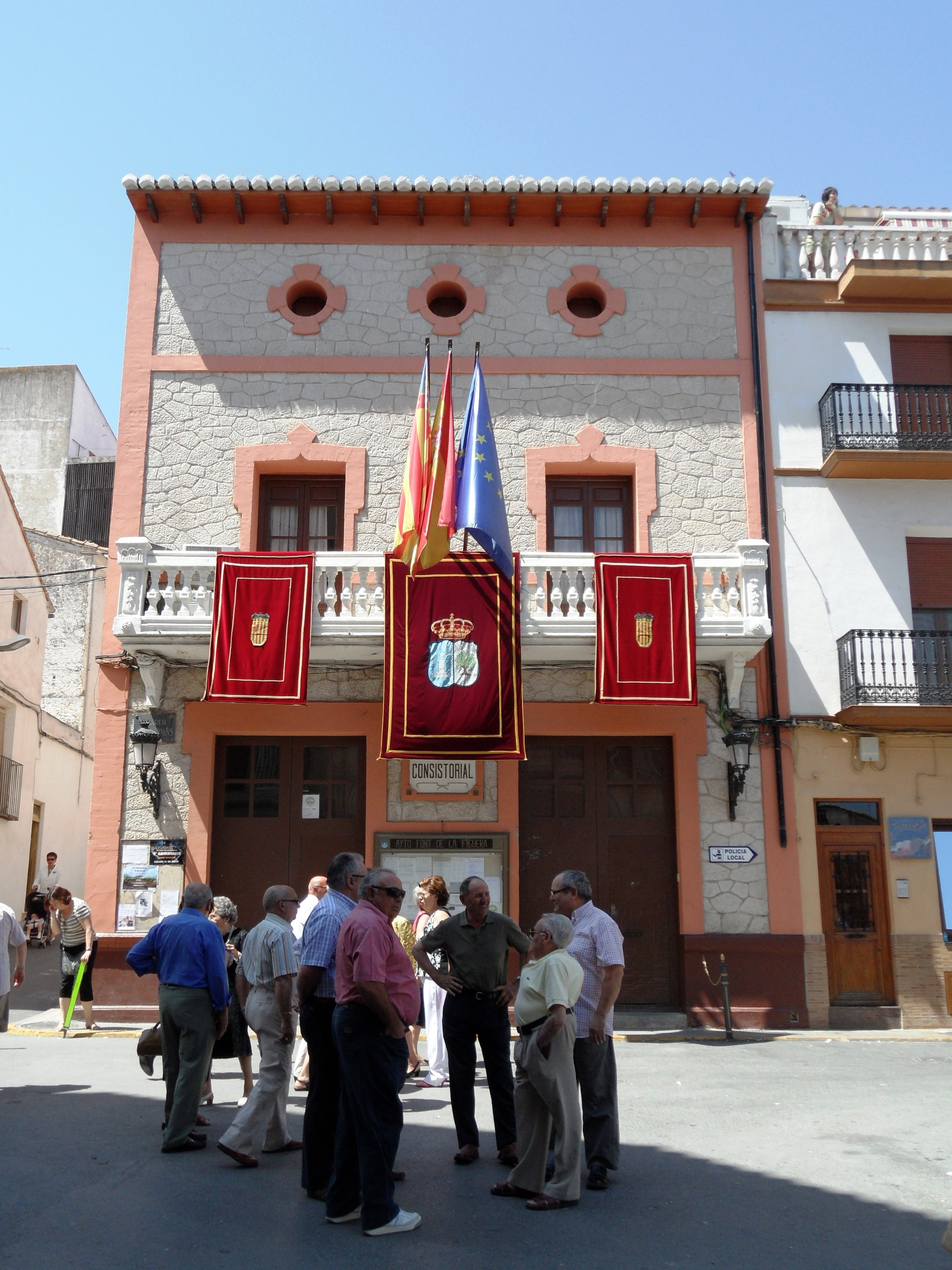
Ayuntamiento de Fuente la Higuera.

| 2011-2015 | Vicente Belda Cantavella | PSPV-PSOE |
| 2015-2019 | Vicent Muñoz Jordà       | Compromís |
| 2019-2023 | Vicent Muñoz Jordà       | Compromís |
| 2023-act. | Elio Cabanes Sanchis     | PP        |

## Patrimonio

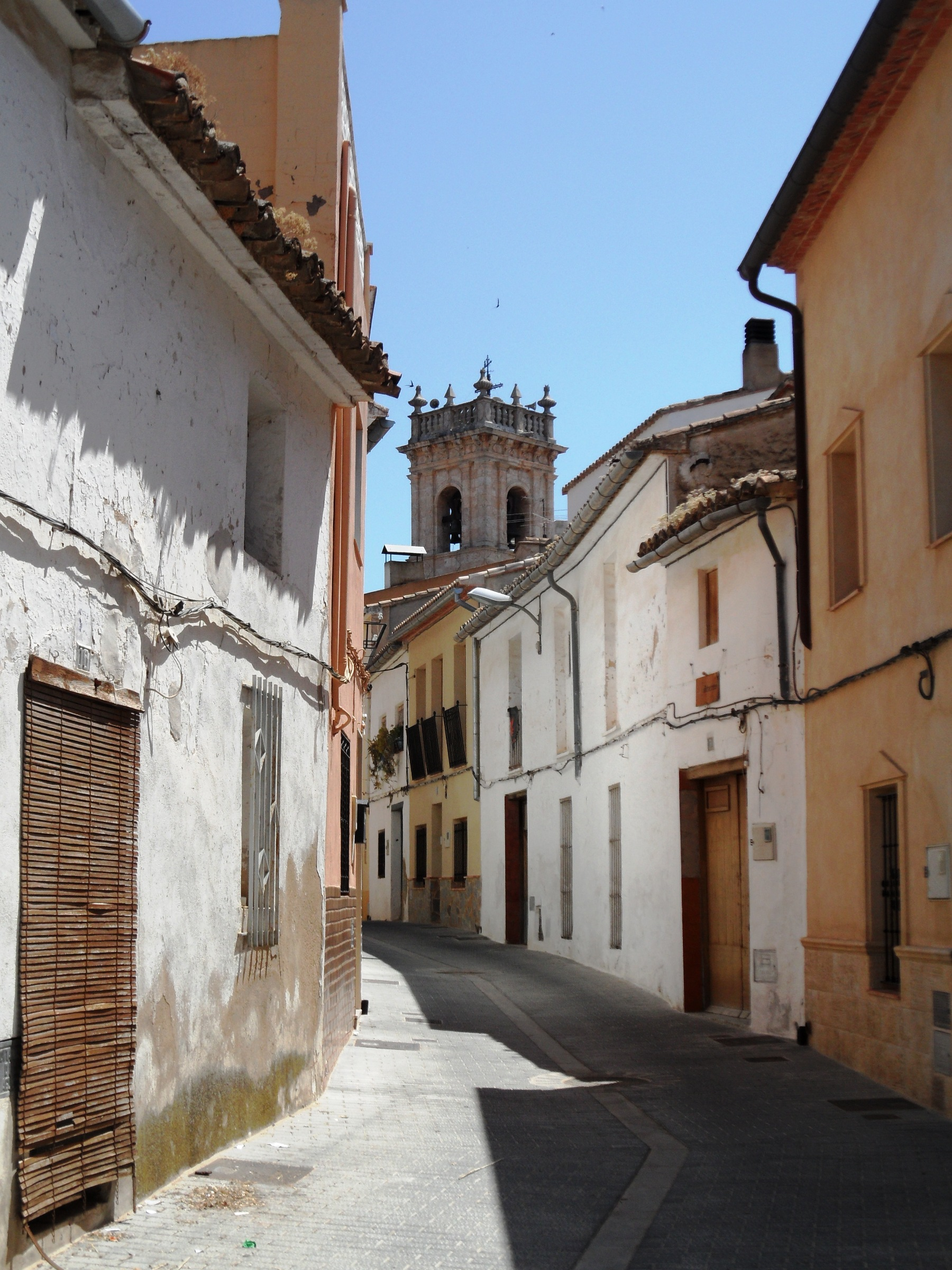
Calle de San Cristóbal con la torre de la Natividad al fondo.

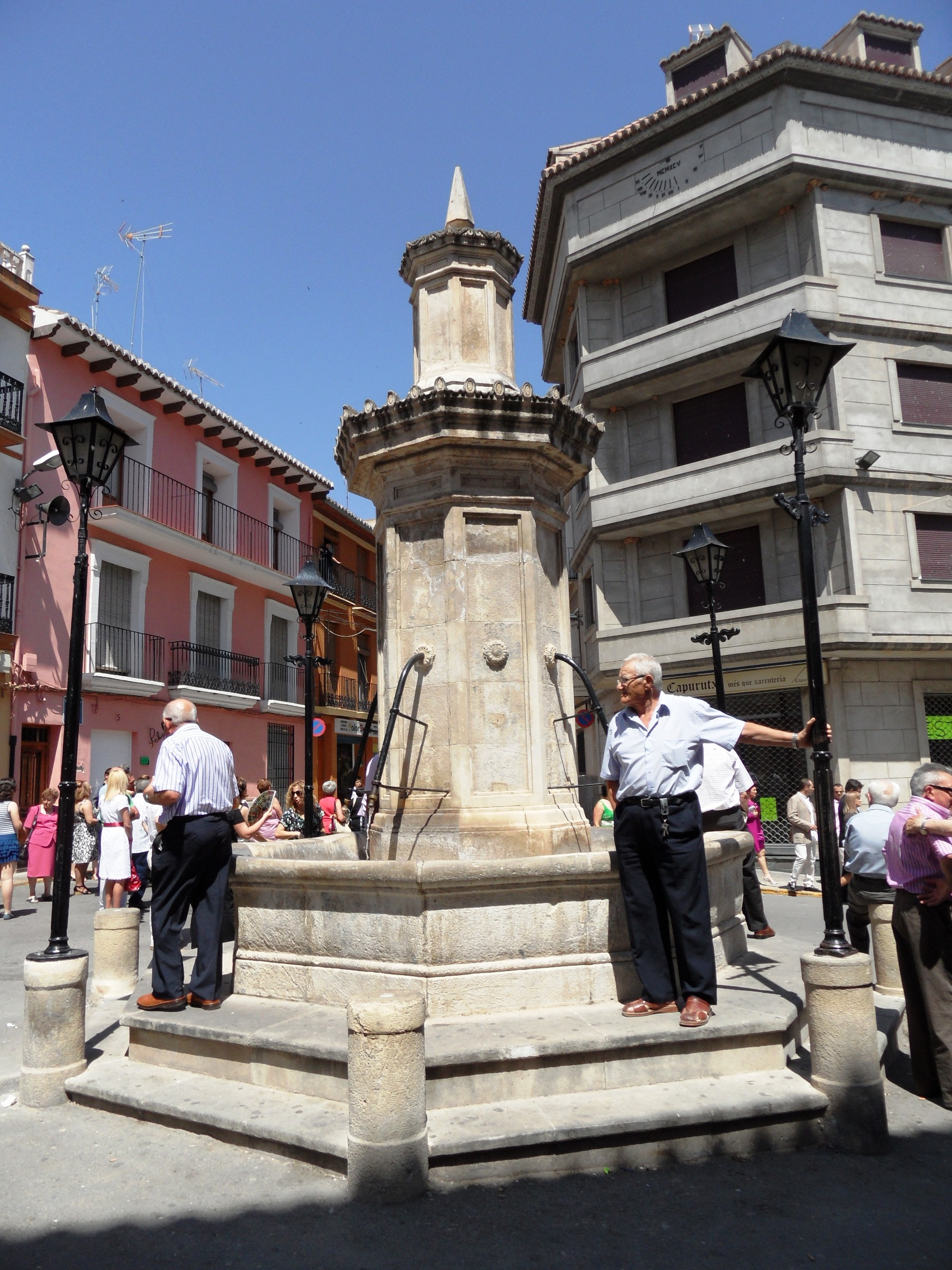
Fuente de los cuatro caños, símbolo de la villa.

- Iglesia parroquial de la Natividad de la Virgen: El templo actual data del siglo XVI, habiéndose finalizado su construcción en 1737.[5] En su interior existe un retablo del pintor fuentehiguerense Juan de Juanes,[3] compuesto por 26 tablas y restaurado en 2005.[5]
- Teatro Juan de Juanes. Teatro de la villa. Lugar donde tiene la sede "La lira fontiguerense" banda musical del pueblo
- Ermita de Santa Bárbara (Ermita de Santa Bàrbera): Del siglo XVI, modificada en el siglo XX, se sitúa en lo alto del cerro homónimo. El camino que dirige a la misma está flanqueado de un calvario, y desde lo alto se divisa el valle de Abovalar.[5]
- Ermita de San Sebastián (Ermita de Sant Sebastià): edificada en 1561, se considera el edificio más antiguo de la localidad. Se sitúa en el camino viejo de Almansa, cerca del portal de Valencia.[5]
- Poblado íbero (Poblat íber).[5]
- Lavadero municipal (Llavador municipal): Del siglo XIX, construido por el ingeniero hidráulico José Zacarías Camañas, constituye uno de los pocos de la Comunidad Valenciana que sigue en uso.[5]
- Busto de Vicente Rojo: realizado por Nassio Bayarri en 1994, preside el paseo de Vicente Rojo.[5]

## Cultura
- Museo histórico-etnológico de Fuente la Higuera: Inaugurado en 1999, muestra una antigua bodega de carácter industrial del siglo XVIII con todos sus instrumentos y útiles, y una pequeña bodega familiar, que incluye una almazara, una destilería, carros, maquinaria para la recolección de cereales y demás aperos de uso agrícola.[5]
- Lira Fontiguerense Banda de música del pueblo. Fue creada en el 1916 ha cosechado diversos premios. Dirigida por el señor Luis Pedrón Francés

## Fiestas
- Fiestas patronales. Durante la primera semana de septiembre se celebran las fiestas patronales, donde se hace honor a la Patrona, la Mare de Déu dels Xics. Se hacen diversos actos como la "Nit de les Gatxamigues", la "Xarlotà", la "Volta a Peu", las verbenas, la "Procesión en honor a la Virgen" y "La Gran Dansà" uno de los actos más reconocidos de estas fiestas[3]
- Moros, Cristianos y Contrabandistas. Se celebran en honor a Santa Bárbara, en el fin de semana más próximo al 4 de diciembre. Son una de las fiestas más esperadas por todos los fontins. En estas fiestas se conmemora la reconquista de los cristianos contra los musulmanes. Las fiestas de este pueblo datan aproximadamente desde el 1740, es decir unos 275 años de historia. En estas fiestas encontramos tres bandos en lugar de los dos característicos, los "contrabandistas" pasan del bando cristian a ser independientes formando el "bando contrabandista". Cada bando tiene su capitanía (Capitán, reina, abanderado y embajador). Realmente, las fiestas comienzan el fin de semana antes con la presentación que se hace en el mencionado anteriormente teatro "Juan de Juanes" el sábado por la noche y el domingo por la tarde una representación de la embajada mora, cristiano o el contrabando por los más jóvenes de la fiesta. Las fiestas comienzan con la subida de todo el pueblo a por Santa Bárbara el viernes. El sábado suele ser el "día de los cristianos" donde se hace la entrada, la embajada mora (Donde los moros "conquistan" el castillo) y la primera bajada (desfile) desde la iglesia hasta los pies del castillo. El segundo día (Día de los moros) Comienza con un desfile precedido por la embajada cristiana donde los cristianos recuperan el castillo y la procesión en honor a Santa Bárbara. Finalmente el último día (Día de los contrabandistas) Se hace de nuevo un desfile y seguidamente el contrabando. Por la tarde se devuelve a Santa Bárbara a su ermita donde se le cantan los "Gojos a Santa Bárbara" y se despide el pueblo hasta el año siguiente.[3]
- Fiestas del Cristo. Suelen ser a principios de agosto. Se hacen en honor al Cristo de los Afligidos